# Sotèrides
Sotèrides, en llatí Soteridas, en grec antic Σωτηρίδας, fou un gramàtic grec d'Epidaure, marit de Pàmfila, i sota el nom d'ella va publicar una obra d'història en tres llibres.
Va escriure un llibre d'ortografia (ὀρθογραφίαν), un altre sobre qüestions homèriques (ζητήσεις Ὁμηρικάς), uns comentaris sobre Menandre (ὑπόμνημα εἰς Μένανδον), sobre els metres (περὶ μέτρων), sobre la comèdia (περὶ κωμῳδίας), i sobre Eurípides (εἰς Εὐριπίδην).
Suides li dedica dos articles mostrant les diferències entre dues fonts. En el segon article, per exemple, Sotèrides és el pare i no el marit de Pàmfila, però sembla que no hi ha dubte que en va ser l'espòs.